# Гэнна
Гэнна или Гэнва (яп. 元和 гэнна, начало согласия) — девиз правления (нэнго) японского императора Го-Мидзуноо, использовавшийся с 1615 по 1624 год .

## Продолжительность
Начало и конец эры:
- 13-й день 7-й луны 20-го года Кэйтё (по григорианскому календарю — 5 сентября 1615);
- 30-й день 2-й луны 10-го года Гэнна (по григорианскому календарю — 17 апреля 1624).

## Происхождение
Нэнго является адаптированным вариантом девиза правления китайского императора Сянь-цзуна «Юань-хэ» (кит. 元和, пиньинь Yuán hé, буквально: «изначальная гармония»).

## События
- 1-й год Гэнна (1615 год):
  - Токугава Иэясу и его сын, сёгун Хидэтада, двинулись снова на замок Осака, захватили его и сожгли; однако Тоётоми Хидэёри удалось удалось бежать в Сацуму, где он подготовил убежище заранее[7];
  - 9-й день 7-й луны (1 сентября 1615 года) — Иэясу разрушил храм Хококу-дзиндзя[8];
- 2-й год Гэнна (1616 год):
  - 17-й день 4-й луны (1 июня 1616 года) — Иэясу скончался в провинции Суруга[7];
- 3-й год Гэнна (1617 год):
  - 26-й день 8-й луны (25 сентября 1617 года) — скончался бывший император Го-Ёдзэй; его похоронили в Никко[7];
- 4-й год Гэнна (1617 год):
  - 8-я луна — в небе была замечена комета[7];
- 6-й год Гэнна (1620 год):
  - 30-й день 2-й луны (2 апреля 1620 года) и 4-й день 3-й луны (6 апреля 1620 года) — крупные пожары в Мияко[7];
  - 6-й день 6-й луны (5 июля 1620 года) — император женился на Токугаве Кадзуко, дочери сёгуна Хидэтады[9];
- 9-й год Гэнна (1623 год):
  - 12-й день 8-й луны (6 сентября 1623 года) — сёгунат повысил отчисления на содержание императорского двора на 10 00 коку[8];
  - Токугава Иэмицу, сын Хидэтада, явился ко двору императора, где он был наречён сёгуном[7];

## Сравнительная таблица
Ниже представлена таблица соответствия японского традиционного и европейского летосчисления. В скобках к номеру года японской эры указано название соответствующего года из 60-летнего цикла китайской системы гань-чжи. Японские месяцы традиционно названы лунами.
| 1-й год Гэнна (Деревянный Кролик)      | 1-я луна        | 2-я луна*  | 3-я луна  | 4-я луна                | 5-я луна* | 6-я луна  | 6-я луна (високосная) * | 7-я луна    | 8-я луна                | 9-я луна*  | 10-я луна  | 11-я луна*     | 12-я луна*             |
| -------------------------------------- | --------------- | ---------- | --------- | ----------------------- | --------- | --------- | ----------------------- | ----------- | ----------------------- | ---------- | ---------- | -------------- | ---------------------- |
| Григорианский календарь                | 29 января 1615  | 28 февраля | 29 марта  | 28 апреля               | 28 мая    | 26 июня   | 26 июля                 | 24 августа  | 23 сентября             | 23 октября | 21 ноября  | 21 декабря     | 19 января 1616         |
| Юлианский календарь                    | 19 января 1615  | 18 февраля | 19 марта  | 18 апреля               | 18 мая    | 16 июня   | 16 июля                 | 14 августа  | 13 сентября             | 13 октября | 11 ноября  | 11 декабря     | 9 января 1616          |
| 2-й год Гэнна (Огненный Дракон)        | 1-я луна        | 2-я луна*  | 3-я луна  | 4-я луна*               | 5-я луна  | 6-я луна  | 7-я луна*               | 8-я луна    | 9-я луна*               | 10-я луна  | 11-я луна  | 12-я луна*     |                        |
| Григорианский календарь                | 17 февраля 1616 | 18 марта   | 16 апреля | 16 мая                  | 14 июня   | 14 июля   | 13 августа              | 11 сентября | 11 октября              | 9 ноября   | 9 декабря  | 8 января 1617  |                        |
| Юлианский календарь                    | 7 февраля 1616  | 8 марта    | 6 апреля  | 6 мая                   | 4 июня    | 4 июля    | 3 августа               | 1 сентября  | 1 октября               | 30 октября | 29 ноября  | 29 декабря     |                        |
| 3-й год Гэнна (Огненная Змея)          | 1-я луна        | 2-я луна*  | 3-я луна* | 4-я луна                | 5-я луна* | 6-я луна  | 7-я луна*               | 8-я луна    | 9-я луна                | 10-я луна* | 11-я луна  | 12-я луна      |                        |
| Григорианский календарь                | 6 февраля 1617  | 8 марта    | 6 апреля  | 5 мая                   | 4 июня    | 3 июля    | 2 августа               | 31 августа  | 30 сентября             | 30 октября | 28 ноября  | 28 декабря     |                        |
| Юлианский календарь                    | 27 января 1617  | 26 февраля | 27 марта  | 25 апреля               | 25 мая    | 23 июня   | 23 июля                 | 21 августа  | 20 сентября             | 20 октября | 18 ноября  | 18 декабря     |                        |
| 4-й год Гэнна (Земляная Лошадь)        | 1-я луна*       | 2-я луна   | 3-я луна* | 3-я луна (високосная) * | 4-я луна  | 5-я луна* | 6-я луна*               | 7-я луна    | 8-я луна                | 9-я луна*  | 10-я луна  | 11-я луна      | 12-я луна              |
| Григорианский календарь                | 27 января 1618  | 25 февраля | 27 марта  | 25 апреля               | 24 мая    | 23 июня   | 22 июля                 | 20 августа  | 19 сентября             | 19 октября | 17 ноября  | 17 декабря     | 16 января 1619         |
| Юлианский календарь                    | 17 января 1618  | 15 февраля | 17 марта  | 15 апреля               | 14 мая    | 13 июня   | 12 июля                 | 10 августа  | 9 сентября              | 9 октября  | 7 ноября   | 7 декабря      | 6 января 1619          |
| 5-й год Гэнна (Земляная Коза)          | 1-я луна*       | 2-я луна   | 3-я луна* | 4-я луна*               | 5-я луна* | 6-я луна  | 7-я луна*               | 8-я луна    | 9-я луна*               | 10-я луна  | 11-я луна  | 12-я луна      |                        |
| Григорианский календарь                | 15 февраля 1619 | 16 марта   | 15 апреля | 14 мая                  | 12 июня   | 11 июля   | 10 августа              | 8 сентября  | 8 октября               | 6 ноября   | 6 декабря  | 5 января 1620  |                        |
| Юлианский календарь                    | 5 февраля 1619  | 6 марта    | 5 апреля  | 4 мая                   | 2 июня    | 1 июля    | 31 июля                 | 29 августа  | 28 сентября             | 27 октября | 26 ноября  | 26 декабря     |                        |
| 6-й год Гэнна (Металлическая Обезьяна) | 1-я луна*       | 2-я луна   | 3-я луна  | 4-я луна*               | 5-я луна* | 6-я луна  | 7-я луна*               | 8-я луна*   | 9-я луна                | 10-я луна* | 11-я луна  | 12-я луна      | 12-я луна (високосная) |
| Григорианский календарь                | 4 февраля 1620  | 4 марта    | 3 апреля  | 3 мая                   | 1 июня    | 30 июня   | 30 июля                 | 28 августа  | 26 сентября             | 26 октября | 24 ноября  | 24 декабря     | 23 января 1621         |
| Юлианский календарь                    | 25 января 1620  | 23 февраля | 24 марта  | 23 апреля               | 22 мая    | 20 июня   | 20 июля                 | 18 августа  | 16 сентября             | 16 октября | 14 ноября  | 14 декабря     | 13 января 1621         |
| 7-й год Гэнна (Металлический Петух)    | 1-я луна*       | 2-я луна   | 3-я луна* | 4-я луна                | 5-я луна* | 6-я луна  | 7-я луна*               | 8-я луна*   | 9-я луна                | 10-я луна* | 11-я луна  | 12-я луна      |                        |
| Григорианский календарь                | 22 февраля 1621 | 23 марта   | 22 апреля | 21 мая                  | 20 июня   | 19 июля   | 18 августа              | 16 сентября | 15 октября              | 14 ноября  | 13 декабря | 12 января 1622 |                        |
| Юлианский календарь                    | 12 февраля 1621 | 13 марта   | 12 апреля | 11 мая                  | 10 июня   | 9 июля    | 8 августа               | 6 сентября  | 5 октября               | 4 ноября   | 3 декабря  | 2 января 1622  |                        |
| 8-й год Гэнна (Водяная Собака)         | 1-я луна*       | 2-я луна   | 3-я луна  | 4-я луна*               | 5-я луна  | 6-я луна* | 7-я луна                | 8-я луна*   | 9-я луна*               | 10-я луна  | 11-я луна* | 12-я луна      |                        |
| Григорианский календарь                | 11 февраля 1622 | 12 марта   | 11 апреля | 11 мая                  | 9 июня    | 9 июля    | 7 августа               | 6 сентября  | 5 октября               | 3 ноября   | 3 декабря  | 1 января 1623  |                        |
| Юлианский календарь                    | 1 февраля 1622  | 2 марта    | 1 апреля  | 1 мая                   | 30 мая    | 29 июня   | 28 июля                 | 27 августа  | 25 сентября             | 24 октября | 23 ноября  | 22 декабря     |                        |
| 9-й год Гэнна (Водяная Свинья)         | 1-я луна*       | 2-я луна   | 3-я луна  | 4-я луна*               | 5-я луна  | 6-я луна  | 7-я луна*               | 8-я луна    | 8-я луна (високосная) * | 9-я луна*  | 10-я луна  | 11-я луна*     | 12-я луна              |
| Григорианский календарь                | 31 января 1623  | 1 марта    | 31 марта  | 30 апреля               | 29 мая    | 28 июня   | 28 июля                 | 26 августа  | 25 сентября             | 24 октября | 22 ноября  | 22 декабря     | 20 января 1624         |
| Юлианский календарь                    | 21 января 1623  | 19 февраля | 21 марта  | 20 апреля               | 19 мая    | 18 июня   | 18 июля                 | 16 августа  | 15 сентября             | 14 октября | 12 ноября  | 12 декабря     | 10 января 1624         |
| 10-й год Гэнна (Деревянная Крыса)      | 1-я луна*       | 2-я луна   | 3-я луна* | 4-я луна                | 5-я луна  | 6-я луна* | 7-я луна                | 8-я луна*   | 9-я луна                | 10-я луна  | 11-я луна* | 12-я луна*     |                        |
| Григорианский календарь                | 19 февраля 1624 | 19 марта   | 18 апреля | 17 мая                  | 16 июня   | 16 июля   | 14 августа              | 13 сентября | 12 октября              | 11 ноября  | 11 декабря | 9 января 1625  |                        |
| Юлианский календарь                    | 9 февраля 1624  | 9 марта    | 8 апреля  | 7 мая                   | 6 июня    | 6 июля    | 4 августа               | 3 сентября  | 2 октября               | 1 ноября   | 1 декабря  | 30 декабря     |                        |

* звёздочкой отмечены короткие месяцы (луны) продолжительностью 29 дней. Остальные месяцы длятся 30 дней.